# Gran Premio Sportivi San Vigilio
Le Gran Premio Sportivi San Vigilio est une course cycliste italienne qui se déroule au mois de juin à San Vigilio, frazione de la commune de Concesio en Lombardie.
Jusqu'en 2017, l'épreuve est réservée aux coureurs espoirs (moins de 23 ans) et élites sans contrat. Depuis 2018, elle est uniquement disputée par des cyclistes de catégorie allievi (moins de 17 ans).

## Palmarès partiel
| Année     | Vainqueur           | Deuxième           | Troisième            |
| --------- | ------------------- | ------------------ | -------------------- |
| 1984      | Walter Magnago      |                    |                      |
| 1985      | Ennio Minello       |                    |                      |
| 1986-2001 | ?                   | ?                  | ?                    |
| 2002      | Oscar Borlini       | Michael Albasini   | Alessandro Del Fatti |
| 2003      | ?                   | ?                  | ?                    |
| 2004      | Massimiliano Maisto | Denis Sosnovchenko | Marco Pederzani      |
| 2005      | Yauhen Sobal        | Simone Stortoni    | Sergey Rudaskov      |
| 2006      | Nazareno Rossi      | Konstantin Volik   | Andrius Buividas     |
| 2007      | Stefan Trafelet     | Maurizio Girardini | Pierpaolo De Negri   |
| 2008      | Andriy Buchko       | Andrea Pasqualon   | Daniele Ratto        |
| 2009      | Giacomo Nizzolo     | Andrea Guardini    | Edoardo Costanzi     |
| 2010      | Omar Lombardi       | Davide Girlanda    | Eugenio Alafaci      |
| 2011      | Davide Girlanda     | Stiven Fanelli     | Michele Foppoli      |
| 2012      | Mirko Nosotti       | Renzo Zanelli      | Alberto Cornelio     |
| 2013      | Ivan Balykin        | Davide Gomirato    | Alberto Tocchella    |
| 2014      | Alessandro Tonelli  | Mirko Nosotti      | Alberto Nardin       |
| 2015      | Marco Maronese      | Luca Pacioni       | Davide Martinelli    |
| 2016      | Leonardo Bonifazio  | Luca Muffolini     | Filippo Fiorelli     |
| 2017      | Leonardo Bonifazio  | Damiano Cima       | Luca Muffolini       |
| 2018      | Francesco Calì      | Giosuè Epis        | Nicolò Pesenti       |
| 2019      | Gabriele Casalini   | Riccardo Perani    | Luca Zanni           |